# Juǀʼhoan jezik
Juǀʼhoan jezik (ǃxo, dobe kung, dzu’oasi, ju’oasi, kung, kung-tsumkwe, tsumkwe, xaixai, xû, xun, zhu’oasi; ISO 639-3: ktz), jezik sjeverne podskupine južnoafričkih kojsanskih jezika, kojim govori 5 000 ljudi u Bocvani (2002) i 28 600 u Namibiji (2006).
Ima dva dijalekta: dzu’oasi (ssu ghassi, zhu’oase) i nogau (agau).

## Vanjske poveznice
- Ethnologue (14th)
- Ethnologue (15th)